# 1590-ті

## Події
- грудень 1591 — травень 1593 — Козацьке повстання під проводом Криштофа Косинського;
- Брацлавське повстання (1594—1595)